# Golden Globe Awards 1993
Die 50. Verleihung der Golden Globe Awards fand am 23. Januar 1993 statt.

## Gewinner und Nominierte im Bereich Film

### Bester Film – Drama
Der Duft der Frauen (Scent of a Woman) – Regie: Martin Brest
- Eine Frage der Ehre (A Few Good Men) – Regie: Rob Reiner
- Erbarmungslos (Unforgiven) – Regie: Clint Eastwood
- The Crying Game – Regie: Neil Jordan
- Wiedersehen in Howards End (Howards End) – Regie: James Ivory

### Bester Film – Musical/Komödie
The Player – Regie: Robert Altman
- … aber nicht mit meiner Braut – Honeymoon in Vegas (Honeymoon in Vegas) – Regie: Andrew Bergman
- Aladdin – Regie: Ron Clements, John Musker
- Sister Act – Eine himmlische Karriere (Sister Act) – Regie: Emile Ardolino
- Verzauberter April (Enchanted April) – Regie: Mike Newell

### Beste Regie
Clint Eastwood – Erbarmungslos (Unforgiven)
- Robert Altman – The Player
- James Ivory – Wiedersehen in Howards End (Howards End)
- Robert Redford – Aus der Mitte entspringt ein Fluß (A River Runs Through It)
- Rob Reiner – Eine Frage der Ehre (A Few Good Men)

### Bester Darsteller – Drama
Al Pacino – Der Duft der Frauen (Scent of a Woman)
- Robert Downey Jr. – Chaplin
- Tom Cruise – Eine Frage der Ehre (A Few Good Men)
- Jack Nicholson – Jimmy Hoffa (Hoffa)
- Denzel Washington – Malcolm X

### Beste Darstellerin – Drama
Emma Thompson – Wiedersehen in Howards End (Howards End)
- Mary McDonnell – Passion Fish
- Michelle Pfeiffer – Love Field – Liebe ohne Grenzen (Love Field)
- Susan Sarandon – Lorenzos Öl (Lorenzo’s Oil)
- Sharon Stone – Basic Instinct

### Bester Darsteller – Musical/Komödie
Tim Robbins – The Player
- Nicolas Cage – … aber nicht mit meiner Braut – Honeymoon in Vegas (Honeymoon in Vegas)
- Billy Crystal – Der letzte Komödiant – Mr. Saturday Night (Mr. Saturday Night)
- Marcello Mastroianni – Die Herbstzeitlosen (Used People)
- Tim Robbins – Bob Roberts

### Beste Darstellerin – Musical/Komödie
Miranda Richardson – Verzauberter April (Enchanted April)
- Geena Davis – Eine Klasse für sich (A League of Their Own)
- Whoopi Goldberg – Sister Act – Eine himmlische Karriere (Sister Act)
- Shirley MacLaine – Die Herbstzeitlosen (Used People)
- Meryl Streep – Der Tod steht ihr gut (Death Becomes Her)

### Bester Nebendarsteller
Gene Hackman – Erbarmungslos (Unforgiven)
- Jack Nicholson – Eine Frage der Ehre (A Few Good Men)
- Chris O’Donnell – Der Duft der Frauen (Scent of a Woman)
- Al Pacino – Glengarry Glen Ross
- David Paymer – Der letzte Komödiant – Mr. Saturday Night (Mr. Saturday Night)

### Beste Nebendarstellerin
Joan Plowright – Verzauberter April (Enchanted April)
- Geraldine Chaplin – Chaplin
- Judy Davis – Ehemänner und Ehefrauen (Husbands and Wives)
- Miranda Richardson – Verhängnis (Damage)
- Alfre Woodard – Passion Fish

### Bestes Drehbuch
Bo Goldman – Der Duft der Frauen (Scent of a Woman)
- Ruth Prawer Jhabvala – Wiedersehen in Howards End (Howards End)
- David Webb Peoples – Erbarmungslos (Unforgiven)
- Aaron Sorkin – Eine Frage der Ehre (A Few Good Men)
- Michael Tolkin – The Player

### Beste Filmmusik
Alan Menken – Aladdin
- John Barry – Chaplin
- Randy Edelman, Trevor Jones – Der letzte Mohikaner (The Last of the Mohicans)
- Jerry Goldsmith – Basic Instinct
- Vangelis Papathanassiou – 1492 – Die Eroberung des Paradieses (1492: Conquest of Paradise)

### Bester Filmsong
„A Whole New World“ – Alan Menken und Tim Rice – Aladdin
- „Beautiful Maria of My Soul“ aus Mambo Kings (The Mambo Kings) – Arne Glimcher, Robert Kraft
- „Friend Like Me“ aus Aladdin – Howard Ashman, Alan Menken
- „Prince Ali“ aus Aladdin – Howard Ashman, Alan Menken
- „This Used To Be My Playground“ aus Eine Klasse für sich (A League of Their Own) – Madonna

### Bester fremdsprachiger Film
Indochine, Frankreich – Regie: Régis Wargnier
- Bittersüße Schokolade (Como agua para chocolate), Mexiko – Regie: Alfonso Arau
- Die siebente Saite (Tous les Matins du monde), Frankreich – Regie: Alain Corneau
- Schtonk!, Deutschland – Regie: Helmut Dietl
- Urga (Урга), Russland – Regie: Nikita Sergejewitsch Michalkow

## Gewinner und Nominierte im Bereich Fernsehen

### Beste Serie – Drama
Ausgerechnet Alaska (Northern Exposure)
- Beverly Hills, 90210
- Ein Strauß Töchter (Sisters)
- Homefront
- I’ll Fly Away

### Bester Darsteller in einer Fernsehserie – Drama
Sam Waterston – I’ll Fly Away
- Scott Bakula – Zurück in die Vergangenheit (Quantum Leap)
- Mark Harmon – Die Staatsanwältin und der Cop (Reasonable Doubts)
- Rob Morrow – Ausgerechnet Alaska (Northern Exposure)
- Jason Priestley – Beverly Hills, 90210

### Beste Darstellerin in einer Fernsehserie – Drama
Regina Taylor – I’ll Fly Away
- Mariel Hemingway – Civil Wars
- Angela Lansbury – Mord ist ihr Hobby (Murder, She Wrote)
- Marlee Matlin – Die Staatsanwältin und der Cop (Reasonable Doubts)
- Janine Turner – Ausgerechnet Alaska (Northern Exposure)

### Beste Serie – Musical/Komödie
Roseanne
- Brooklyn Bridge
- Cheers
- Daddy schafft uns alle (Evening Shade)
- Murphy Brown

### Bester Darsteller in einer Fernsehserie – Musical/Komödie
John Goodman – Roseanne
- Tim Allen – Hör mal, wer da hämmert (Home Improvement)
- Ted Danson – Cheers
- Craig T. Nelson – Mit Herz und Scherz (Coach)
- Ed O’Neill – Eine schrecklich nette Familie (Married... with Children)
- Burt Reynolds – Daddy schafft uns alle (Evening Shade)
- Will Smith – Der Prinz von Bel-Air (The Fresh Prince of Bel-Air)

### Beste Darstellerin in einer Fernsehserie – Musical/Komödie
Roseanne Barr – Roseanne
- Kirstie Alley – Cheers
- Jamie Lee Curtis – Anything But Love
- Helen Hunt – Verrückt nach dir (Mad About You)
- Katey Sagal – Eine schrecklich nette Familie (Married... with Children)

### Beste Miniserie oder bester Fernsehfilm
Frank Sinatra – Der Weg an die Spitze (Sinatra)
- Citizen Cohn – Handlanger des Todes (Citizen Cohn)
- Jewels
- Miss Rose White
- Stalin

### Bester Darsteller in einer Miniserie oder einem Fernsehfilm
Robert Duvall – Stalin
- Anthony Andrews – Jewels
- Philip Casnoff – Frank Sinatra – Der Weg an die Spitze (Sinatra)
- Jon Voight – The Last of His Tribe
- James Woods – Citizen Cohn – Handlanger des Todes (Citizen Cohn)

### Beste Darstellerin in einer Miniserie oder einem Fernsehfilm
Laura Dern – Starfighter des Todes (Afterburn)
- Drew Barrymore – Guncrazy
- Katharine Hepburn – Kein Engel auf Erden (The Man Upstairs)
- Jessica Lange –  O Pioneers!
- Kyra Sedgwick – Miss Rose White

### Bester Nebendarsteller in einer Fernsehserie, einer Miniserie oder einem Fernsehfilm
Maximilian Schell – Stalin
- Jason Alexander – Seinfeld
- John Corbett – Ausgerechnet Alaska (Northern Exposure)
- Hume Cronyn – Broadway Familie (Broadway Bound)
- Earl Holliman – Delta
- Dean Stockwell – Zurück in die Vergangenheit (Quantum Leap)

### Beste Nebendarstellerin in einer Fernsehserie, einer Miniserie oder einem Fernsehfilm
Joan Plowright – Stalin
- Olympia Dukakis – Frank Sinatra – Der Weg an die Spitze (Sinatra)
- Laurie Metcalf – Roseanne
- Park Overall – Harrys Nest (Empty Nest)
- Amanda Plummer – Miss Rose White
- Gena Rowlands – Verrückt vor Liebe (Crazy in Love)

## Cecil B. De Mille Award
- Lauren Bacall

## Miss Golden Globe
Erin Hamilton (Tochter von Joe Hamilton und Carol Burnett)